# Paramacrocera anomala
Paramacrocera anomala är en tvåvingeart som beskrevs av Freeman 1951. Paramacrocera anomala ingår i släktet Paramacrocera och familjen platthornsmyggor. Inga underarter finns listade i Catalogue of Life.